# イラ・カブカブ
イラ・カブカブ（Ila kabkaba、生没年未詳）は紀元前19世紀頃のアムル人の族長。またアッシリア王名表によればアッシリア第25代の王であるが、史実ではない（後述）。

## 生涯
彼はアムル系ハナ族の族長の一人であり、恐らくユーフラテス川沿いの町マリの上流を勢力圏としていた。同じハナ族であるヤギド・リムと周辺の支配権を巡って争ったと考えられ、恐らく彼はそれに敗れてバビロニアへ逃れた。その後エシュヌンナと領土を巡って抗争したと考えられる。
彼には二人の息子、アミヌとシャムシ・アダド1世がいたが、アミヌは早世し、シャムシ・アダド1世が後継者となった。

## アッシリア王イラ・カブカブ
シャムシ・アダド1世はアッシュールを征服してアッシリア王となった後、自らの正当性を示すためにアッシリア王名表を編纂した。この王名表の編纂の中で彼は、元来非アムル系のアッシリア王の系譜にアムル系の系譜を割り込ませ、更に自分の父イラ・カブカブをはるか過去の第25代の王として記録させた。このためにイラ・カブカブの名はアッシリア王として後世に残ることとなった。